# مرورگر پافین
مرورگر پافین (به انگلیسی: Puffin Browser) یک مرورگر وب رایگان است که توسط شرکت کلود موسی (به انگلیسی: CloudMosa Inc) ساخته شده‌است که در دو سیستم عامل اندروید و آی او اس عرضه می‌شود که دو نسخهٔ رایگان و پولی دارد.

## ویژگی‌ها
- سرعت بارگیری و رندر بالای تارنماها[۱]
- پشتیبانی از ادوبی فلش (Adobe Flash)
- بارگذاری فایل‌ها به فضای ابری
- حالت تئاتر برای فیلم‌ها و بازی‌های فلش
- تاچ‌پد و دستهٔ بازیِ مجازی
- افزونه
- تنظیم رنگ پوسته
- موتور جاوا اسکریپت پرشتاب

## پافین در ایران
مرورگر پافین به دلیل استفاده از سرورهای ابری برای بارگذاری، بارگیری و نمایش وب سایتها، در ایران به عنوان یک فیلتر شکن شناخته شد و در خرداد ۱۳۹۳ سرورهایش از سوی ایران مسدود و فیلتر شد.

## برترین مرورگر
درتازه‌ترین مقایسه و آزمون مرورگرها مرورگر پافین به عنوان برترین مرورگر در میان ده مرورگر تلفن همراه برگزیده شد.